# Wimmeria acuminata
Wimmeria acuminata é uma espécie de planta da família Celastraceae.
É endémica da México.